# Lorenzo Chiarinelli
Lorenzo Chiarinelli (ur. 16 marca 1935 w Concerviano, zm. 3 sierpnia 2020 w Rieti) – włoski duchowny rzymskokatolicki, w latach 1997–2010 biskup Viterbo.

## Życiorys
Święcenia kapłańskie przyjął 15 września 1957. 21 stycznia 1983 został mianowany biskupem Aquino, Sora i Pontecorvo. Sakrę biskupią otrzymał 27 lutego 1983. 27 marca 1993 objął stolicę biskupią Aversa. 30 czerwca 1997 został mianowany biskupem Viterbo. 11 grudnia 2010 przeszedł na emeryturę.